# Stipa muelleri
Stipa muelleri là một loài thực vật có hoa trong họ Hòa thảo. Loài này được Tate miêu tả khoa học đầu tiên năm 1885.